# Арутчян, Михаил Аветович
Михаил (Микаел) Аветович Арутчян (6 (18) июля 1897, Шуша — 9 июня 1961, Москва) — армянский советский художник и график, один из основоположников армянского театрально-декорационного искусства. Народный художник Армянской ССР (1958). Награждён орденом Трудового Красного Знамени (04.11.1939).

## Биография

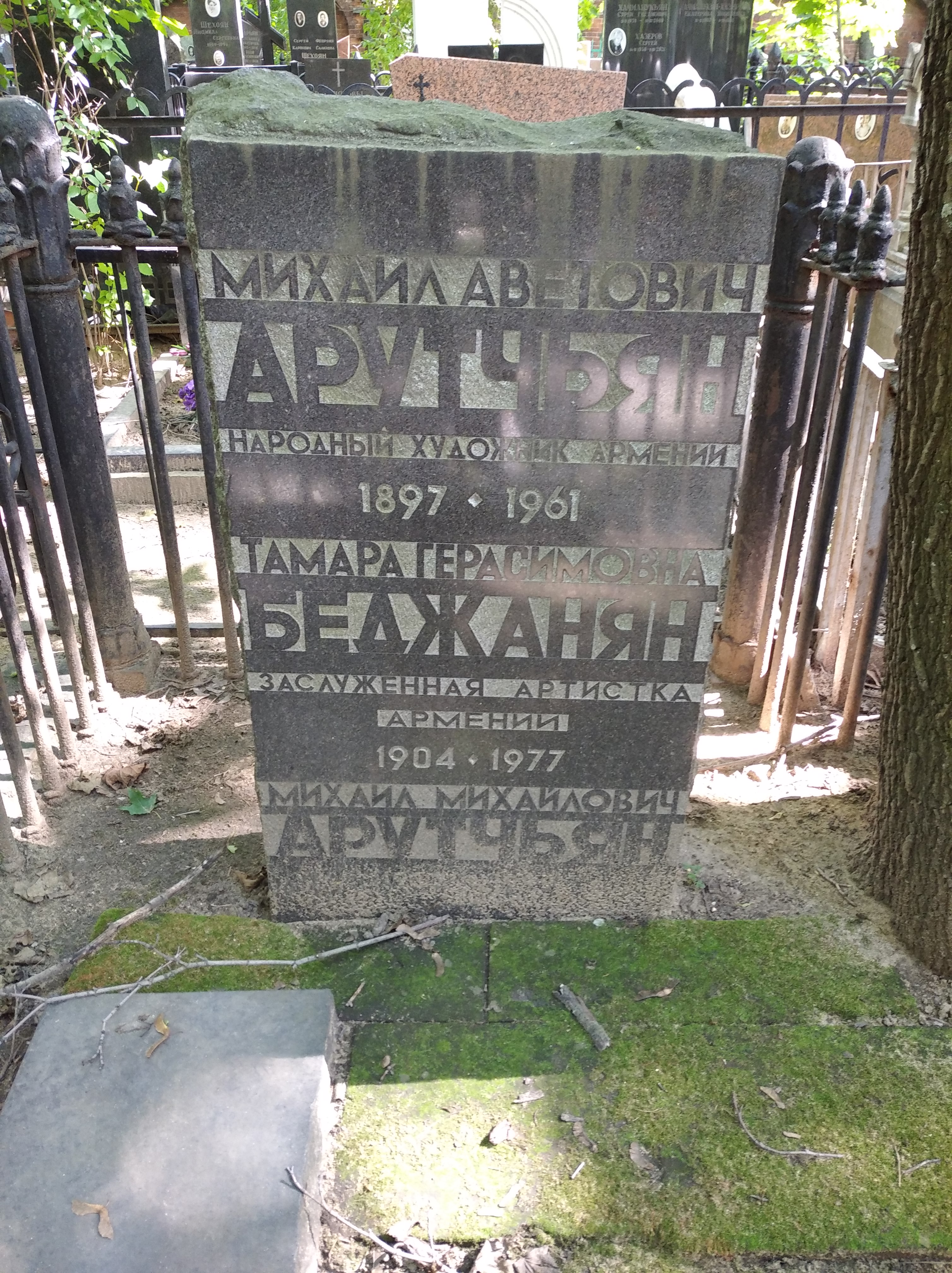
Могила М. А. Арутчяна

Родился 6 (18) июля 1897 года в Шуше.
Учился в саратовской высшей художественно-технической мастерской, потом в парижской Академии художеств Коларосси. В 1925 году переехал в Ереван. Был главным художником Академического театра им. Сундукяна (1928—1939) и Театра оперы и балета им. А. Спендиарова (1939—1949). Оформил более ста спектаклей среди которых «Мятеж» (1928), «Женитьба Фигаро» (1933), «Гроза» (1935), «Отелло» (1940). Являлся продолжателем новаторских направлений Георгия Якулова, коренным образом преобразовал культуру декорации армянской сцены. Одновременно работал художником-постановщиком в кино, участвовал в создании фильмов «Хас-пуш» (1928), «Пепо» (1935), «Давид Бек» (1944). Член КПСС с 1939 года.
С 1949 года жил в Москве. Был главным художником павильона Армянской ССР на ВДНХ. Работал также в области карикатуры, книжной иллюстрации, станковой графики, плаката.
Похоронен на Армянском кладбище.
Награждён орденом Трудового Красного Знамени (04.11.1939) — «за выдающиеся заслуги в деле развития армянского театрального и музыкального искусства».